# John Pell
John Pell, född 1 mars 1611, död 12 december 1685, var en engelsk matematiker. 
Pell var professor i matematik i Amsterdam och Breda samt blev ledamot av Royal Society 1663. Han är mest känd för Pells ekvation. Namnet är dock oegentligt, emedan Pells andel i behandlingen av denna ekvation inskränker sig därtill, att han publicerat en av andra funnen lösning.